# Steinerner Tisch (Dimbach)
Der Steinerne Tisch bei Bretzfeld-Dimbach im Hohenlohekreis in Baden-Württemberg ist als vermuteter alter Gerichtsplatz ein Kulturdenkmal.

## Lage
Der Steinerne Tisch befindet sich im Wald nordwestlich von Dimbach an der L 1036 von Hölzern nach Schwabbach.

## Beschreibung
Es handelt sich um einen aus Sandstein gefertigten ovalen Steintisch, dessen Platte auf zwei steinernen Füßen ruht. In den Tischfüßen sind die Jahreszahlen 1709 und 1924 eingehauen. Der Tisch ist umgeben von vier ebenfalls steinernen Bänken, um die in jüngerer Zeit nochmals eine Reihe hölzerner Bänke ergänzt wurde.

## Geschichte
Der Steinerne Tisch wird wie auch entsprechende Objekte andernorts als uralter Gerichtsplatz betrachtet. In der Nähe des Tisches stoßen die Markungen von Siebeneich, Schwabbach, Dimbach und Hölzern zusammen, außerdem grenzten hier die Oberamtsbezirke der Oberämter Neckarsulm, Öhringen und Weinsberg aneinander. Der Nachbarort Schwabbach galt außerdem als Grenzscheide zwischen Schwaben und Franken, darüber hinaus verläuft hier auch die Wasserscheide zwischen Sulm und Brettach. Zudem führen mit der Nibelungenstraße von Weinsberg nach Öhringen und dem Salzweg von Heilbronn nach Schwäbisch Hall auch zwei alte Fernwege in der Nähe des Tisches vorbei. Ähnlich an Markungs- und Gerichtsgrenzen gelegene Steinerne Tische in der Umgebung sind der 1912 an der Markungsgrenze zwischen Heilbronn und Erlenbach-Binswangen entfernte Tisch sowie der in Leonbronn noch erhaltene Tisch.
Über das Alter des Tisches gibt keine sicheren Angaben. Die Jahreszahl 1709 steht vermutlich nur wie die von 1924 für das Jahr einer Renovierung des Tisches. Es wird angenommen, dass der Tisch deutlich älter ist. Auf einen bedeutenden Gerichtsplatz in sehr früher Zeit könnte auch der Name des Nachbarortes Siebeneich hinweisen, da die Zahl Sieben oft Bedeutung in der alten Rechtsprechung hatte. Möglich wäre ein Gerichtsplatz bei sieben Eichen. Ein letzter Hinweis auf einen Gerichtsplatz gibt das nahe des Tisches befindliche Gewann Hölle. Dieser Flurname taucht häufig in der Nähe alter Gerichtsplätze auf.